# Impuls-tirol
impuls-tirol ist eine politische Partei in Österreich. Sie entstand im Jahr 2015 durch eine Abspaltung von der Partei Vorwärts Tirol und war dadurch zwischen 2015 und 2018 mit drei Mandaten in Klubstärke im Tiroler Landtag vertreten. Bei der Landtagswahl in Tirol 2018 erreichte die Partei 0,48 % und verfehlte somit den Einzug in den Landtag.

## Geschichte und Gründung
Die Partei impuls-tirol wurde 2015 nach mehreren konfliktreichen Jahren als Abspaltung der Partei Vorwärts Tirol gegründet. Auslöser für den Konflikt war das Ergebnis der Landtagswahl in Tirol 2013, nach der Vorwärts Tirol zwar auf Anhieb 9,54 % der Stimmen und vier Mandate im Tiroler Landtag erreichte, nach deren Mandatsverteilung jedoch nicht die Parteigründerin Anna Hosp, sondern Hans Lindenberger, Maria Zwölfer, Andrea Krumschnabel und Josef Schett für Vorwärts Tirol im Landtag vertreten waren.  
In weiterer Folge wurde den Abgeordneten laut eigenen Aussagen von den Parteigründerinnen Anna Hosp und der Innsbrucker Bürgermeisterin Christine Oppitz-Plörer nahegelegt, ihr Mandat zurückzulegen, um Anna Hosp den Einzug in den Landtag zu ermöglichen. Als dies nicht geschah, reichte ein der Parteigründerin Hosp nahestehender Wahlkampfsponsor mehrere Klagen wegen offener Kredite ein. Durch weitere Vorfälle, wie dem Rücktritt des Parteivorstandes, dem Parteiausschluss von Krumschnabel und Ermittlungen wegen des Verdachts der Untreue spitzte sich der Konflikt zwischen Landtagsklub und Parteispitze derart zu, dass sich Zwölfer, Lindenberger und Schett im Jahr 2015 von Vorwärts Tirol abspalteten, um mit der neu gegründeten Partei impuls-tirol die Arbeit im Landtag fortzusetzen.
Sämtliche von Klubobmann Hans Lindenberger eingebrachten Sachverhaltsdarstellungen wegen Untreue, Scheinrechnungen etc. gegen die Parteiführung von Vorwärts Tirol wurden von der Staatsanwaltschaft eingestellt bzw. zurückgewiesen. Am 28. Juni 2017 wurden die drei Abgeordneten von impuls-tirol aufgrund einer schriftlichen Zusage vom Dezember 2013, Parteiförderung für die Partei Vorwärts Tirol zu beantragen, vom Obersten Gerichtshof zu einer Schadensersatzzahlung in Höhe von ca. € 1,8 Mio. verurteilt, da die drei Abgeordneten seit der Abspaltung von Vorwärts Tirol im Jahr 2015 keine Parteiförderung mehr für Vorwärts Tirol beantragt hatten.
Am 14. Dezember 2017, zwei Monate vor der nächsten Landtagswahl, änderte der Tiroler Landtag das Parteienförderungsgesetz in einer Anlassgesetzgebung zu Gunsten der impuls-tirol-Abgeordneten in der Hinsicht, dass jede im Landtag vertretene Partei nun bis Jänner rückwirkend für das Vorjahr um Parteigeld ansuchen kann. Dies geschah, um den Abgeordneten finanziell "aus der Patsche" zu helfen.
Am 4. Jänner 2018 gab die Partei bekannt, mit den Spitzenkandidaten Josef Schett und Maria Zwölfer zur Landtagswahl in Tirol 2018 anzutreten. Für Aufruhr sorgte, dass die Partei trotz der finanziellen "Rettung" durch den Landtag kurz danach 20.000 Euro für den Wahlkampf ausgeben wollte. Bei der Wahl verpasste impuls-tirol mit 0,48 % die 5-Prozent-Hürde und verlor damit die bisherigen drei Sitze im Landtag.

## Parteiprogramm
Im Programm für die Landtagswahl in Tirol 2018 forderte impuls-tirol als Hauptanliegen die Verbesserung der medizinischen Versorgung in den peripheren Gebieten und die Einführung eines „Solidar-Hunderters“ für soziale Härtefälle. Außerdem solle die Parteienförderung reduziert werden. Im Bereich Verkehr setzt die Partei auf „Lösungen auf europäischer Ebene“. Für leistbares Wohnen fordert impuls-tirol eine Überarbeitung „im Bereich der Bauordnung und Eindämmung der überbordenden Auflagen und Vorschriften“.